# Pennisetia hylaeiformis
The Raspberry Clearwing (Pennisetia hylaeiformis) là một loài bướm đêm thuộc họ Sesiidae. Nó được tìm thấy ở châu Âu.
Chiều dài cánh trước là 11–14 mm. Con trưởng thành bay từ tháng 6 đến tháng 8 tùy theo địa điểm.
Ấu trùng ăn Rubus idaeus.

## Hình ảnh

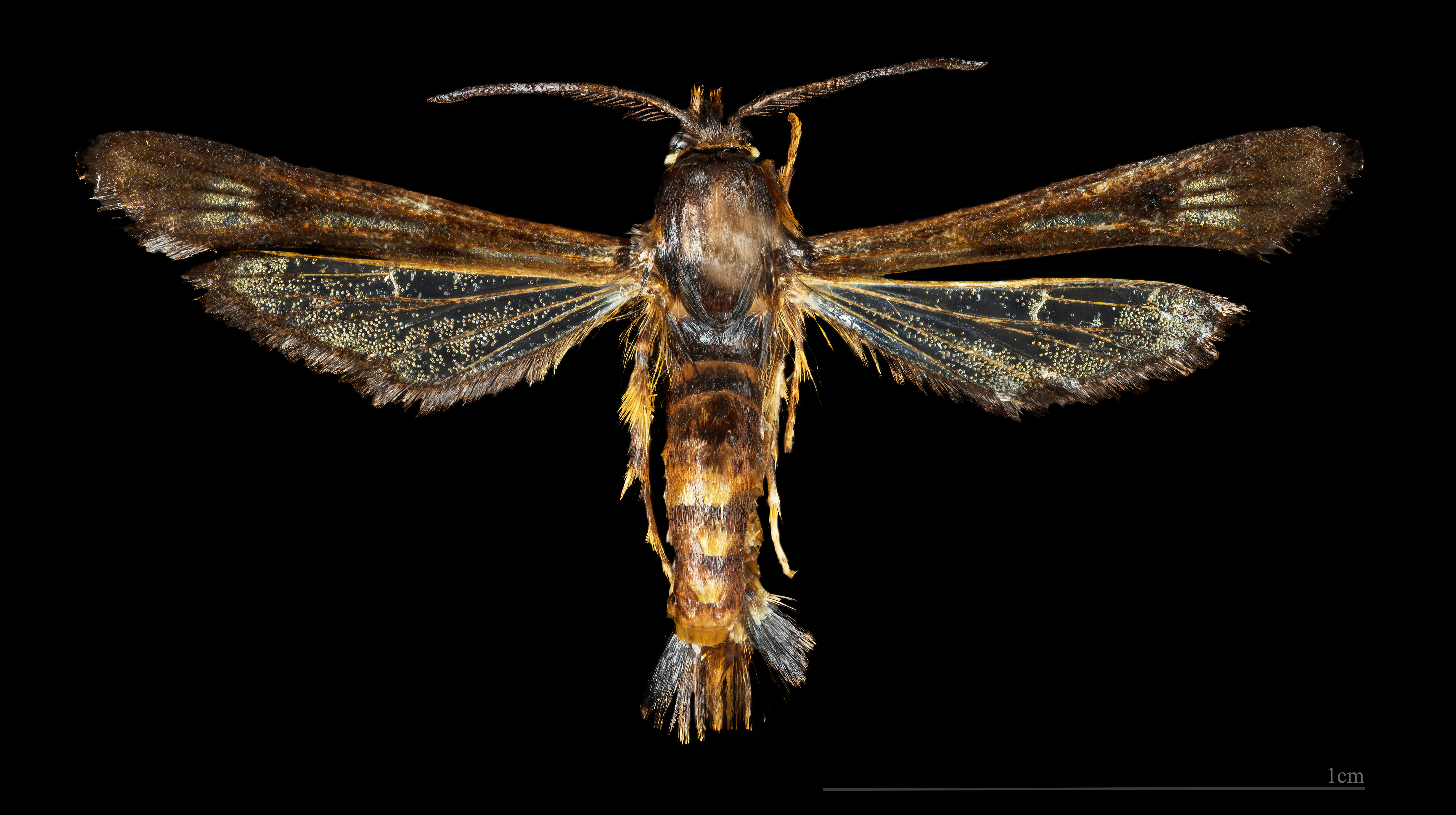
♂
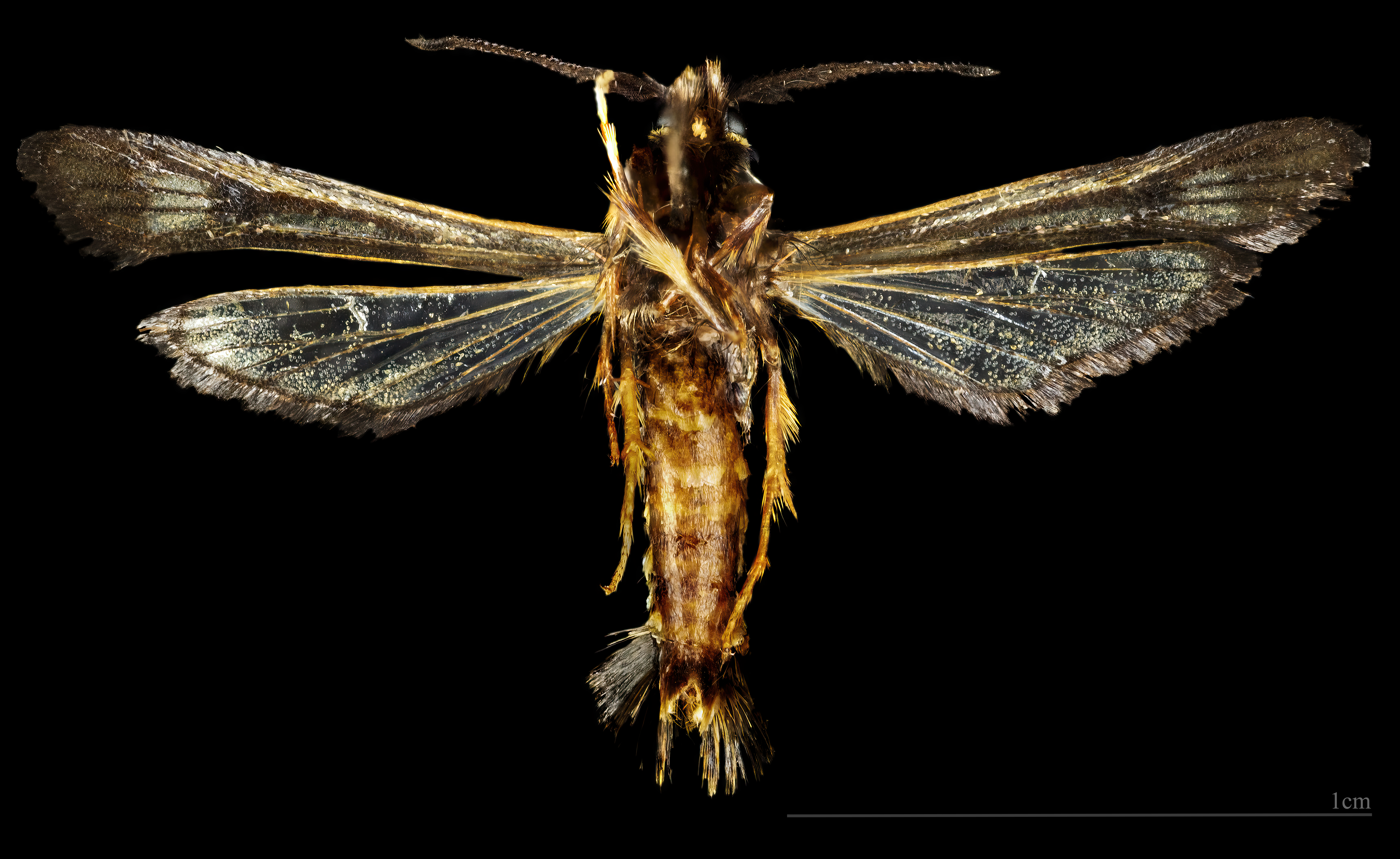
♂ △

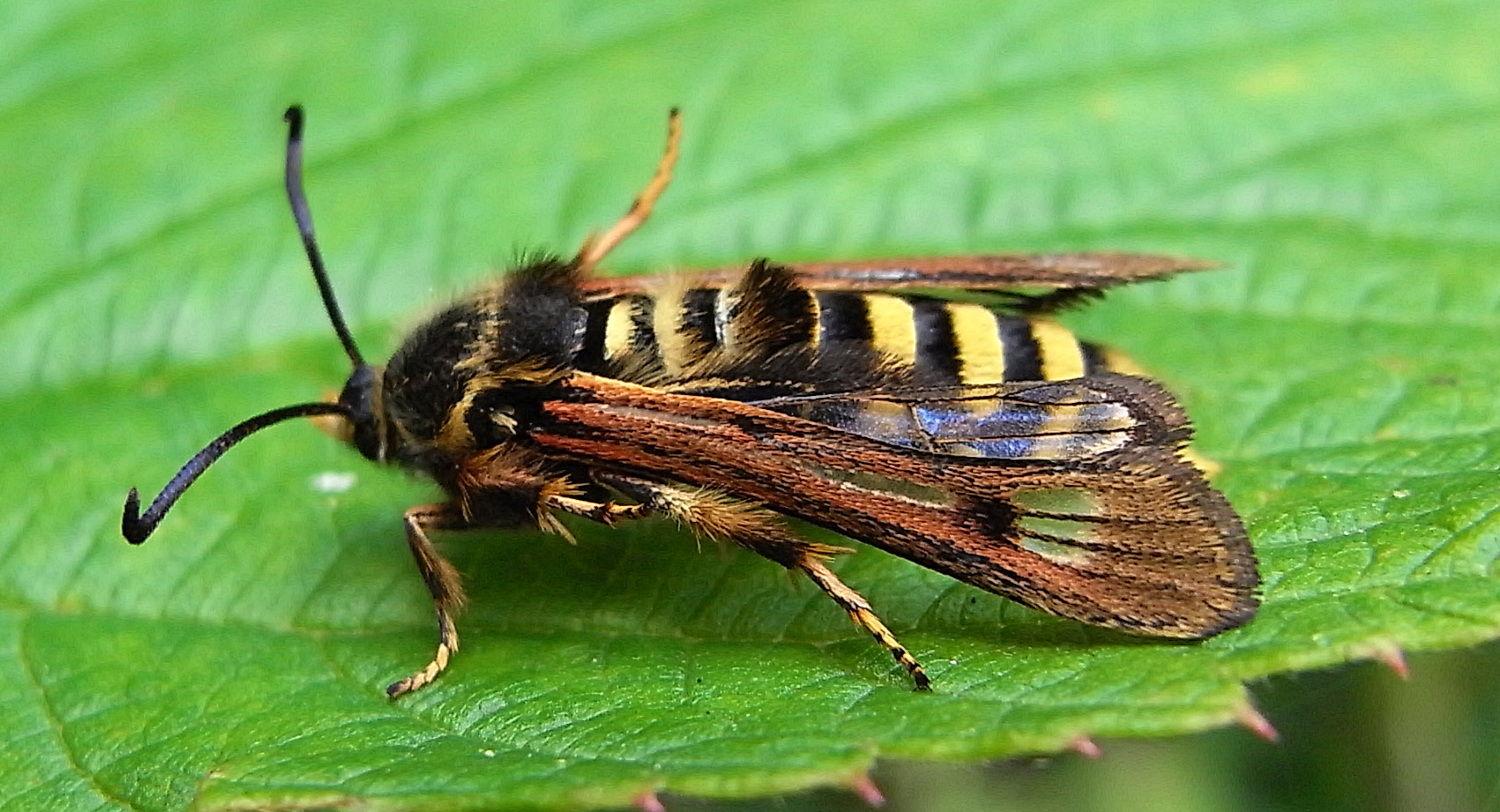
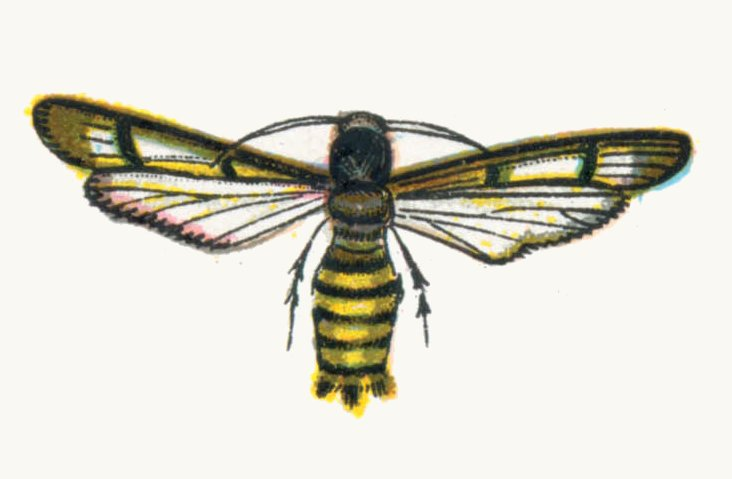
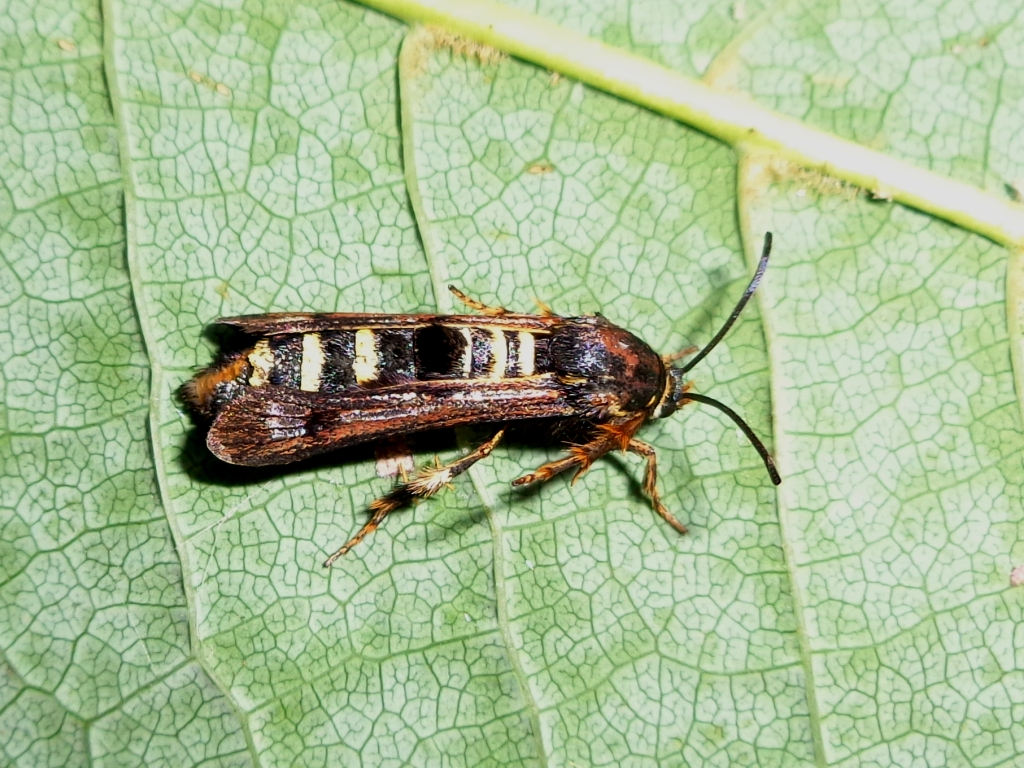
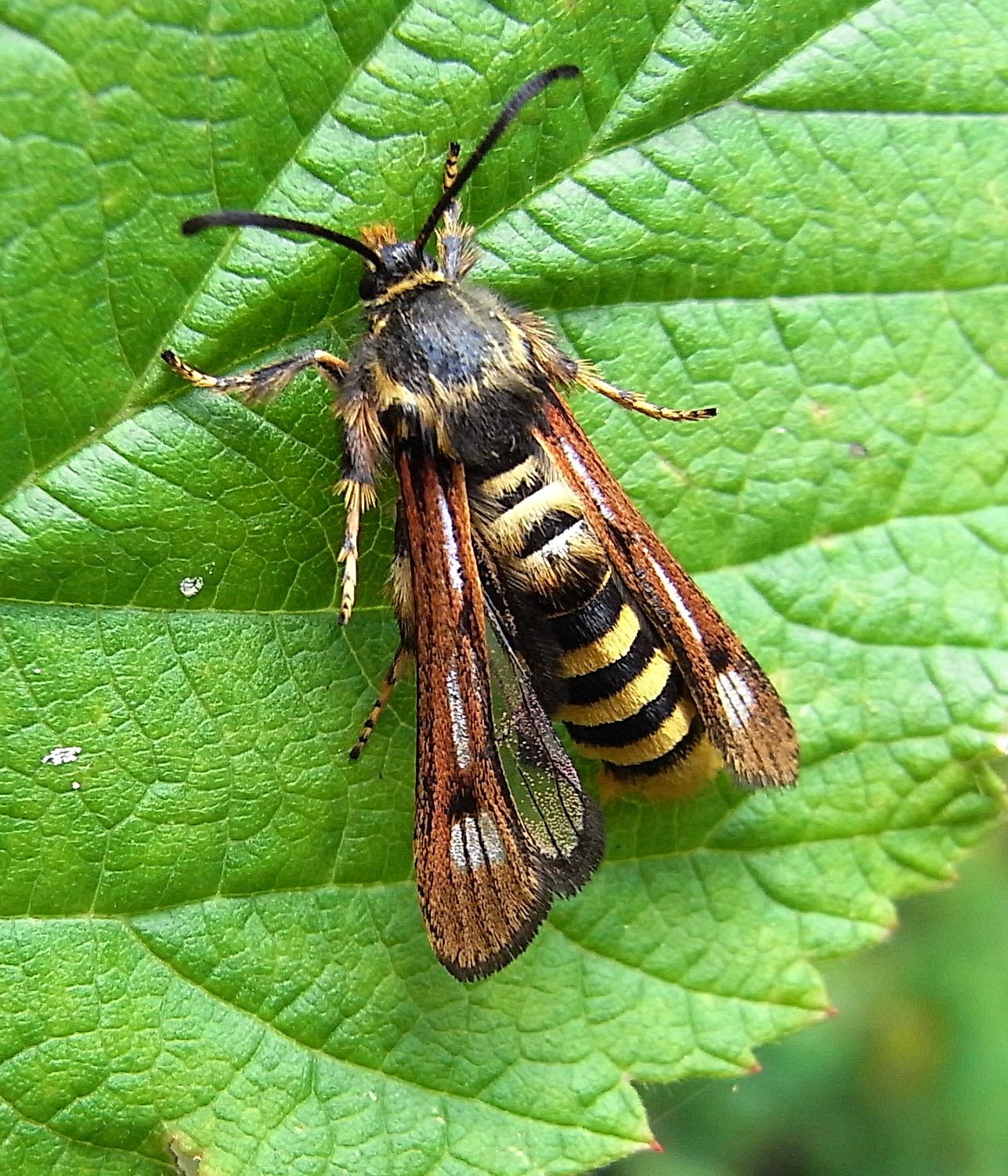